# Qaradağ Buduq
Qaradağ Buduq è un comune dell'Azerbaigian situato nel distretto di Xaçmaz. Conta una popolazione di 1.735 abitanti.